# Vitamín A u ptáků
Z vitamínů je vitamín A nejstarším známým vitamínem.[zdroj?] Jeho deficience jsou již dlouho známy v humánní medicíně jako příčina vysychání rohovky (xeroftalmie), keratomalacie (změknutí rohovky) a noční slepoty (hemeralopie). Vzhledem k vysoké citlivosti drůbeže a ptáků na jeho nedostatek patří vitamín A mezi nejdůležitější ze všech vitamínů. Obecně jsou všichni semenožraví ptáci predisponováni k hypovitaminóze. Zvláště často se objevují známky hypovitaminózy u kura, krůt a kachen, a u cizokrajných ptáků chovaných z obliby. I u volně žijících ptáků může docházet k příznakům hypovitaminózy A, nejčastěji koncem zimy a začátkem jara.

## Význam vitamínu A pro ptáky
Význam vitamínu A je mnohostranný. U ptáků se podílí na biosyntéze mukopolysacharidů, účastní se prakticky všech důležitých procesů probíhajících v těle. Má význam zejména pro růst, rozmnožování, užitkovost, vidění, je potřebný pro řádnou funkci epitelů, pro nervovou i kostní soustavu, vývoj vaskulárního systému embryí, pro produkci adrenálních hormonů a pro tvorbu červených a oranžových pigmentů v peří. Vitamín A se zúčastňuje oxidačních pochodů v buňkách, dělení buněk, pravděpodobně i přeměny glycidů v tuky a syntézy tuků z mastných kyselin. Při jeho nedostatku se hromadí uráty v močovodech a ledvinných tubulech a dochází ke zvětšení a bledému zabarvení ledvin. Hypovitaminóza zhoršuje imunologickou reakci.

## Zdroje vitamínu A
V krmivech rostlinného původu se nachází vitamín A ve formě provitamínů, které drůbež přeměňuje na vitamín A jen částečně, asi z 30-40 %. V semenech vitamín A chybí. V živočišných krmivech jsou zastoupeny provitamíny i vitamíny. Hlavními zdroji vitamínu A jsou krmné směsi obohacené moučkou z mořských ryb, rybí tuk a mléko. Vitamín A2 je obsažen v játrech sladkovodních ryb. Obsah provitamínů A může u téhož krmiva podstatně kolísat, podle způsobu sklizně, ošetření a zpracování. Zelené krmivo, pořezané a ponechané na hromadách, ztrácí v několika hodinách působením světla a kyslíku až polovinu i více z obsahu provitamínů. Při vyšších teplotách a ve směsích s jinými krmivy jsou ztráty zvláště velké. Dlouhodobým skladováním a žluknutím se vitamín A ničí. K obohacení krmných směsí pro drůbež se používá esterifikovaných forem (nejčastěji palmitátu a acetátu) pro jejich poměrnou stabilitu.

## Stabilizace vitamínu A
Stabilizaci vitamínu A v krmných směsích lze provádět uchováváním ve vakuu nebo inertním plynem, skladováním při nízkých teplotách, přídavkem antioxidantů, obalením protektivním materiálem (želatina, vosk) nebo smícháním s jinými sloučeninami.
První dva způsoby mají význam pouze pro laboratorní práci. Z antioxidanctů se v praxi používají tokoferoly, BHA (butylhydroxyanisol), BHT (butylhydroxytoluen) a Kurasan (santochin, etoxychin). Nejběžnější je použití syntetického vitamínu obdukovaného želatinou. Vitamín A nepodléhá v této formě rozkladu ani v krmných směsích a granulích, ani oxidaci při styku s minerálními látkami nebo vlivem vlhkosti.

## Syntéza a resorpce vitamínu A
Kromě nejznámějšího vitamínu A1 (retinol, axeroftol, antixeroftalmický vitamín) jsou známy četné látky jemu velmi blízké, které také řadíme do skupiny vitamínu A, např. 3-dehydroretinol (vitamín A2), který má jen 40% účinnost vitamínu A1.
Vitamín A je bledě žlutá, v tucích rozpustná látka. Je velmi labilní, zejména ke světlu a teplu, a citlivá k působení kyslíku. Rozkládá se rychle účinkem žluklých tuků, některých kyselin a minerálních látek, zejména při vyšších teplotách. Při nízkých teplotách je poměrně stabilní. Oxidaci vitamínu A podporují některé kovy, např. železo a měď.
Vitamín A v živočišném těle pochází většinou z karotenoidů. Karotenoidy jsou přirozená barviva, značně rozšířená v rostlinné i živočišné říši. Mají žlutou, oranžovou, červenou až fialovou barvu. Jsou to deriváty alifatického nenasyceného uhlovodíku lykopenu, který podmiňuje červenou barvu rajských jablíček (Solanum lycopersicum). Za svůj název vděčí karotenoidy uhlovodíku karotenu izolovanému poprvé z mrkve (Daucus carota). Dnes je známo několik set různých karotenoidů podmiňujících typickou barvu nejen mrkve, ale i např. rajských jablíček, pomerančů, meruněk,šípků, jeřabin atp. Z rostlin se dají extrahovat tukovými rozpouštědly a získat v krystalické formě. Karotenoidy pro svoji rozpustnost v tucích a pro svoji barevnost bývají často označovány také jako lipochromy.
Karotenoidy se dostávají do živočišného organismu s rostlinnou potravou a podmiňují žluté zabarvení vaječného žloutku, másla i tkáňových tuků. Biologický význam karotenoidů spočívá v tom, že některé z nich mají funkci tzv. provitamínů (předstupňů, prekurzorů) vitamínů skupiny A. Z mrkve izolovaný surový karoten je směsí 3 izomerů - alfa, beta a gama-karotenu; z nich nejvíce je zastoupen beta-karoten (85 %). Mezi nejznámější karotenoidy mimo lykopen a karoteny patří také xantofyl (lutein) obsažený ve vaječném žloutku a zeaxantin (kukuřice), které však nejsou provitamíny.
Vitamín A vzniká z molekul karotenu hydrolytickým štěpením centrální dvojné vazby enzymem karotenázou. Enzymová degradace provitamínů probíhá ve stěně tenkého střeva. Beta-karoten může poskytnout 2 molekuly vitamínu A, kdežto alfa- a gama-karoten jen jednu vitamínově účinnou molekulu. Nejlepším zdrojem vitamínů A je tedy beta-karoten.
Vitamín A se ze střeva vstřebává společně s tukem, který slouží jako jeho nosič. Resorpci vitamínu A ze střeva usnadňuje žluč a děje se pod ochrannou antioxidancií. Krevními a lymfatickými cestami se vitamín A transportuje do jater, kde se skladuje. Krví se transportuje jako neesterifikovaný vitamín vázaný na proteiny plazmy. Jeho nadbytek se v játrech ukládá v depotní formě jako ester. K syntéze vitamínu A ve střevě ptáků dochází během jedné hodiny po příjmu karotenu. Vzestup zásob v játrech se může zjistit již za 3 hodiny. Aplikace antibiotik, antioxidantií a tuku v krmivu zlepšuje zlepšuje ve střevě podmínky potřebné pro syntézu a resorpci vitamínu. Ukládání vitamínu A v těle podporuje vitamín E. Naopak antagonistický vztah panuje mezi vitamínem A a tyroxinem. Při nedostatku vitamínu A se sekrece tyroxinu, zatímco vyšší dávky vitamínu A jeho sekreci potlačují.

## Projevy deficience
Nedostatek stejně jako nadbytek bílkovin v krmivu nepříznivě působí na vstřebávání vitamínu A. Také onemocnění trávicího ústrojí, zejména enteritidy a parazitární infekce ve střevech, podstatně ovlivňují množství vstřebaného vitamínu a jeho využití. Pro ukládání vitamínu A v játrech je nutné určité množství tuku v krmivu. Resorpce vitamínu A je individuálně rozdílná.
Snáška slepic při nedostatku vitamínu A v krmné dávce klesá. U plemenných nosnic vede jeho nedostatek k citelnému poklesu biologické hodnoty násadových vajec, což má za následek zpomalení vývoje embryí, zhoršenou líhnivost a sníženou životaschopnost vylíhlých mláďat.
Obsah vitamínu A ve vaječném žloutku je do určité míry úměrný obsahu vitamínu v játrech kuřat a ten opět obsahu provitamínu nebo vitamínu A v krmivu. Kuřata s nízkým obsahem vitamínu A brzy po vylíhnutí hynou. Orientační obsah vitamínu A v 1 g žloutku násadových vajec se pohybuje u slepičích vajec kolem 33-37 mj. krůtích 30-40 mj. kachních 40-53 mj. a husích 43-55 mj. 
Podle intenzity zbarvení vaječného žloutku není možné spolehlivě usuzovat na obsah vitamínu A. Zbarvení žloutku je způsobováno xantofylem a zeaxantinem, z nichž ani jeden není provitamínem vitamínu A. Obsah vitamínu A ve vejcích záleží i na intenzitě snášky. Čím vyšší je snáška, tím nižší je obsah vitamínu A ve vejcích při stejné výživě.
U papoušků jsou karence vitamínu A nejčastější příčinou celkového zhoršení zdravotního stavu a skvamózní metaplazie sliznice hltanu (hypovitaminóza A). Extrémně vysoká citlivost na nedostatek vitamínu A je známa u alexandrů. S hypovitaminózou A se můžeme také setkat u ptáků chovaných v zoologických zahradách v zimním období.
U volně žijících ptáků se dá předpokládat dostatek přirozených zdrojů provitamínů A. Přesto byly popsány výrazné příznaky avitaminózy A u mnoha ptačích druhů, např. u labutě černokrké (Sthenelides melanocoryphus), zrzohlávky rudozobé (Netta rufina), poláka velkého (Aythya ferina), kachničky karolínské (Aix sponsa), káně rousné (Buteo lagopus), sov, orebice, křepela virginského (Colinus virginianus). U labutě velké (Cygnus olor) a u kachny pižmové (Cairina moschata) byly pozorovány zánět víček, keratitida a oslepnutí.
Lehčí formy hypovitaminózy byly zjištěny také u orla královského (Aquila heliaca), orla skalního (Aquila chryseatos), káně lesní (Buteo buteo), včelojeda lesního (Pernis apivorus), supa (Gyps coprotheres). U rybožravých ptáků – pelikánů, kormoránů, racků a tučňáků, byly zaznamenány poruchy vidění. U pěvců se hypovitaminóza A objevuje zřídka.
Kromě změn na různých orgánech, které vyvolává nedostatek vitamínu A, má vitamín A význam i v etiologii četných nemocí. Jeho nedostatek vytváří u drůbeže dispozici k onemocnění dýchacích ústrojí, dále k onemocnění zažívadel, katarům a parazitárním infekcím. Nedostatek vitamínu A při současném zkrmování většího množství bílkovin pravděpodobně přispívá i ke vzniku dny.